# Ruun
Ruun je deveti studijski album norveškog metal-sastava Enslaved. Diskografska kuća Candlelight Records objavila ga je 2. svibnja 2006. u SAD-u, Tabu Recordings objavio ga je 8. svibnja 2006. u Norveškoj, a u ostatku Europe izdan je 22. svibnja 2006.
Sastav je u siječnju 2007. za uradak osvojio nagradu Spellemann za najbolji metal-album. Prvi je album sastava koji se pojavio na norveškoj ljestvici albuma.

## O albumu
Snimanje pjesama za Ruun počelo je 2005. i trajalo je do siječnja 2006. Sastav je početkom 2006. potvrdio da će naslov uratka koji snima biti Ruun. Album je miksan u Propeller Studiosu u Oslu, a masteriran je u Cutting Studiosu u Stockholmu.
Pjesme na uratku tematski povezuje opis „sukoba kaotičnih i konstruktivnih sila”. U razgovoru s Metal1.info gitarist Ivar Bjørnson detaljnije je objasnio koncept albuma:
Za pjesme „Path to Vanir” i „Essence” snimljeni su glazbeni spotovi.

## Popis pjesama
Glazba: Ivar Bjørnson.
| 1.    | »Entroper«                  | Grutle Kjellson | 6:21 |
| 2.    | »Path to Vanir«             | Kjellson        | 4:25 |
| 3.    | »Fusion of Sense and Earth« | Kjellson        | 5:00 |
| 4.    | »Ruun«                      | Bjørnson        | 6:49 |
| 5.    | »Tides of Chaos«            | Bjørnson        | 5:16 |
| 6.    | »Essence«                   | Bjørnson        | 6:18 |
| 7.    | »Api-Vat«                   | Bjørnson        | 6:57 |
| 8.    | »Heir to the Cosmic Seed«   | Kjellson        | 4:55 |
| 46:01 |                             |                 |      |

## Recenzije
| Recenzije           | Recenzije |
| Izvor               | Ocjena    |
| ------------------- | --------- |
| AllMusic            | [ 8 ]     |
| Blabbermouth.net    | 9/10      |
| Chronicles of Chaos | 5,5/10    |
| Metal.de            | 10/10     |
| PopMatters          | 8/10      |
| Sputnikmusic        | 4,5/5     |
| Stylus Magazine     | A-        |

Dobio je pozitivne kritike. U recenziji za Metal.de Markus Endres dao mu je najvišu ocjenu izjavivši da se „pridružio veličanstvenu nizu istinski izvanrednih uradaka” sastava i dodavši da je „istodobno zanosan i izazovan, spaja nesklad sa skladom te zapanjuje dubokom dramatičnošću i gustoćom atmosfere”. Sputnikmusicova recenzentica napisala je da „nije samo odličan na metal-sceni nego je i odlično glazbeno djelo općenito” te je posebno izdvojila pjesmu „Fusion of Sense and Earth”, koju je opisala „mračnom i fenomenalnom” te je dodala da „ne određuje samo cijeli album nego i Enslaved kao cjelinu”. Dala mu je četiri i pol boda od njih pet. Sličnu mu je ocjenu dao i Cosmo Lee u osvrtu za Stylus Magazine, u kojem je spomenuo da su pjesme na njemu kvalitetnije od onih na prethodnom albumu Isa i zaključio je da je „jedan od najboljih metal-albuma objavljenih 2006.”
Keith Bergman dao mu je devet bodova od njih deset u recenziji za Blabbermouth. Komentirao je kako „stvara lažan dojam da je riječ o jednostavnu albumu, to je uradak koji postaje bolji s vremenom”. Dodao je i da ga je najbolje doživjeti slušanjem „od početka do kraja sa slušalicama i uz punu pozornost”. AllMusicov recenzent Alex Henderson napisao je da je glazba na uratku „glasna, žestoka, intenzivna, silovita i izravna”, ali i „melodična, složena i zamršena”. Zaključio je da je, što se tiče sviranja black metala, sastav na tom uratku pokazao „kako je još u top-formi”. U recenziji za PopMatters Daniel Begrand pohvalio je skupinu nazvavši je „kreativnom, iznimno nadarenom”. Dodao je da se na uratku „osjeća prava toplina” i da „stvarni osjećaji počinju otapati ledenu, bezličnu masku”.
U manje naklonjenu osvrtu za Chronicles of Chaos T. DePalma dao mu je pet i pol boda od njih deset izjavivši da se većina pjesama svodi na „oponašanje” ili da zvuči poput „odbačenih skladbi s dosljednijih albuma”. Dodao je da je skladba „Essence” jedina iznimka od pravila, ali da je tek „najbolje od najgoreg”.

## Zasluge
| Enslaved - Grutle Kjellson – vokal, gitara - Arve Isdal – gitara - Herbrand Larsen – vokal, klavijatura; inženjer zvuka (pri snimanju vokala) - Cato Bekkevold – bubnjevi, udaraljke - Ivar Bjørnson – gitara, efekti; inženjer zvuka (pri snimanju dodatnih klavijatura i efekata) | Ostalo osoblje - Johnny Skalleberg – inženjer zvuka, snimanje - Mike Hartung – miksanje - Björn Engeman – mastering - Truls Espedal – omot albuma - Asle Birkeland – dizajn, umjetnički direktor, fotografija - Line Møllerhaug – fotografija |

## Ljestvice
| Ljestvica (2006.)                            | Najviša pozicija |
| -------------------------------------------- | ---------------- |
| Norveška                                     | 23.              |
| Ujedinjeno Kraljevstvo (Independent Albums)  | 38.              |
| Ujedinjeno Kraljevstvo (Rock & Metal Albums) | 38.              |